# ماريا خوسيه هوفمان
ماريا خوسيه هوفمان أوبازو من مواليد 28 ديسمبر 1976 هي سياسية تشيلية تشغل حاليًا منصب الأمين العام للإتحاد الديمقراطي المستقلوهي عضو في مجلس النواب في تشيلي .

## وقت مبكر من الحياة
إبنة فرناندو هوفمان ألاموس وماريا يوجينيا أوبازو فيلاسيكا ولدت في سانتياغو دي تشيلي في 28 ديسمبر 1976كان والدها ملازمًا ثانيًا في الجيش وتلقى تدريبًا من معهد نصف الكرة الغربي للتعاون الأمني 1974

## روابط خارجية
- الملف الشخصي لـBCN